# Serge Latouche
Serge Latouche (Vannes, 12 gennaio 1940) è un economista e filosofo francese.
È uno degli animatori della Revue du MAUSS, presidente dell'associazione «La ligne d'horizon», nonché professore emerito di Scienze economiche all'Università di Parigi XI e all'Institut d'études du developpement économique et social (IEDES) di Parigi.

## Pensiero
Latouche è tra gli avversari più noti dell'occidentalizzazione del pianeta e un sostenitore della decrescita conviviale e del localismo (o localizzazione). Conosciuto per i suoi lavori di antropologia economica, Serge Latouche critica il concetto di economia intesa in "modo formale", ossia come attività di mera scelta tra mezzi scarsi per poter raggiungere un fine. Rifacendosi in tal senso al pensiero di Karl Polanyi egli mira a proporre nelle sue opere il concetto dell'"economico", rifacendosi alla definizione di "economia sostanziale", intesa come attività in grado di fornire i mezzi materiali per il soddisfacimento dei bisogni delle persone.
Critica, attraverso argomentazioni teoriche e con un approccio empirico comprensivo di numerosi esempi, il concetto di sviluppo e le nozioni di razionalità ed efficacia economica. Queste infatti appartengono ad una visione del mondo che mette al primo posto il fattore economico; per Latouche invece si tratta di "far uscire il martello economico dalla testa", cioè di decolonizzare l'immaginario occidentale, che è stato colonizzato dall'economicismo sviluppista.
In questo quadro egli critica anche il cosiddetto "sviluppo sostenibile", espressione che secondo lui a prima vista suona bene, ma che in realtà è profondamente contraddittoria, e rappresenta un tentativo estremo di far sopravvivere lo sviluppo, cioè la crescita economica, facendo credere che da essa dipenda il benessere dei popoli. I numerosi testi di Latouche invece evidenziano che i maggiori problemi ambientali e sociali del nostro tempo sono dovuti proprio alla crescita e ai suoi effetti collaterali; di qui l'urgenza di una strategia di decrescita, incentrata sulla sobrietà, sul senso del limite, sulle "8 R" (Rivalutare, Riconcettualizzare, Ristrutturare, Ridistribuire, Rilocalizzare, Ridurre, Riusare, Riciclare) per tentare di rispondere alle gravi emergenze del presente.
Nemico del consumismo e della razionalità strumentale, Latouche è un intellettuale che presenta tratti assai personali ed è stato introdotto nel dibattito italiano da gruppi culturali sia della destra radicale che della sinistra antagonista. Latouche è uno dei critici più acuti dell'ideologia universalista dalle connotazioni utilitariste: rifacendosi anche alle concezioni di Marcel Mauss e di Ivan Illich, rivendica la liberazione della società occidentale dalla dimensione universale economicista.
A coloro che nel mondo contemporaneo mettono in discussione la prospettiva universalista, cioè la pretesa della civiltà occidentale di imporre a tutto il mondo una serie di valori considerati validi per tutto il genere umano si obietta d'altra parte che criticando l'universalismo, si può finire nel relativismo e nel particolarismo. Non è stato forse il particolarismo, inteso come l'esaltazione delle culture particolari, quello che spesso ha generato divisioni e lotte in nome di una ristretta, egoistica, visione della propria identità?

Latouche ribalta questa accusa addossandola proprio all'universalismo che sostiene non sia altro che una creazione ideologica occidentale, di un occidente che in nome della propria identità, dell'identità della "tribù occidentale", come dice Rino Genovese, pretende d'imporre un imperialismo culturale al resto del mondo. Contro l'universalismo Latouche rivendica invece la necessità di:

## Opere
- Epistémologie et économie. Essai sur une anthropologie sociale freudo-marxiste, Paris, Anthropos, 1973.
- Le Projet marxiste. Analyse économique et matérialisme historique, Paris, PUF, 1975.
- La dévaluation. Theorie et pratique des devaluations et des reevaluations, come Pierre-Huert Breton, con Armand-Denis Schor, Paris, PUF, 1976.
- Critique de l'impérialisme. Une analyse marxiste non léniniste de l'Impérialisme, Paris, Anthropos, 1979.
- Pratique économique et pratique symbolique. Direction, présentation et contribution, Paris, Anthropos, 1980.
- Le procès de la science sociale. Introduction a une theorie critique de la connaissance, Paris, Anthropos, 1984.
- Faut-il refuser le développement? Essai sur l'anti-economique du tiers-monde, Paris, PUF, 1986.

I profeti sconfessati. Lo sviluppo e la deculturazione, Molfetta, La Meridiana, 1995. ISBN 88-85221-47-5.
- L'Occidentalisation du monde. Essai sur la signification, la portée et les limites de l'uniformisation planétaire, Paris, La découverte, 1989.

L'occidentalizzazione del mondo. Saggio sul significato, la portata e i limiti dell'uniformazione planetaria, Torino, Bollati Boringhieri, 1992. ISBN 88-339-0655-8.
- La Planète des naufragés. Essai sur l'après-developpement, Paris, La découverte, 1991.

Il pianeta dei naufraghi. Saggio sul doposviluppo, Torino, Bollati Boringhieri, 1993. ISBN 88-339-0731-7.
- La Mégamachine. Raison technoscentifique, raison économique et mythe du progrès. Essais a la memoire de Jacques Ellul, Paris, La découverte-MAUSS, 1995.

La Megamacchina. Ragione tecnoscentifica, ragione economica e mito del progresso. Saggi in memoria di Jacques Ellul, Torino, Bollati Boringhieri, 1995. ISBN 88-339-0919-0.
- L'économie dévoilée, du budget familial aux contraintes planétaires, Paris, Autrement, 1995.

L'economia svelata. Dal bilancio familiare alla globalizzazione, a cura di, Bari, Dedalo, 1997. ISBN 88-220-6186-1.
- L'autre Afrique. Entre don et marché, Paris, Albin Michel, 1998.

L'altra Africa. Tra dono e mercato, Torino, Bollati Boringhieri, 1997. ISBN 88-339-1045-8; 2000. ISBN 88-339-1294-9.
- Il pianeta uniforme. Significato, portata e limiti dell'occidentalizzazione del mondo, Torino, Paravia scriptorium, 1997. ISBN 88-395-9103-6.
- Les dangers du marché planétaire, Paris, Presses de Sciences Po, 1998.
- Il mondo ridotto a mercato, Roma, Edizioni Lavoro, 1998. ISBN 88-7910-802-6.
- Critique de la raison économique. Introduction à la théorie des sites symboliques, con Fouad Nohra, Hassan Zaoual, Paris-Montréal, L'harmattan, 1999.
- Immaginare il nuovo. Mutamenti sociali, globalizzazione, interdipendenza Nord-Sud, con Antonio Torrenzano, Torino, L'Harmattan Italia, 2000. ISBN 88-87605-22-X.
- La Planète uniforme, 2000.

La fine del sogno occidentale. Saggio sull'americanizzazione del mondo, Milano, Elèuthera, 2002. ISBN 88-85060-63-3; 2010. ISBN 978-88-89490-78-5.
- La sfida di Minerva. Razionalità occidentale e ragione mediterranea, Torino, Bollati Boringhieri, 2000. ISBN 88-339-1251-5.
- La déraison de la raison économique. Du délire d'efficacité au principe de précaution, Paris, A. Michel, 2001.
- L'invention de l'économie, Paris, Albin Michel, 2005

L'invenzione dell'economia, Casalecchio, Arianna, 2001. ISBN 88-87307-20-2; 2005. ISBN 88-87307-20-2; Torino, Bollati Boringhieri, 2010. ISBN 978-88-339-2045-0.
- Justice sans limites. La défi de l'éthique dans une économie mondialisée, Paris, Fayard, 2003.

Giustizia senza limiti. La sfida dell'etica in una economia globalizzata, Torino, Bollati Boringhieri, 2003. ISBN 88-339-1452-6.
- Décoloniser l'imaginaire. La Pensée créative contre l'économie de l'absurde, 2003.

Il pensiero creativo contro l'economia dell'assurdo, Bologna, EMI, 2002. ISBN 88-307-1195-0; 2004. ISBN 88-307-1355-4.
- Le retour de l'ethnocentrisme, 2003.

Il ritorno dell'etnocentrismo. Purificazione etnica versus universalismo cannibale, a cura di, Torino, Bollati Boringhieri, 2003. ISBN 88-339-1466-6.
- Altri mondi, altre menti, altrimenti. Oikonomia vernacolare e società conviviale, Soveria Mannelli, Rubbettino, 2004. ISBN 88-498-0877-1.
- Obiettivo decrescita, con altri, Bologna, EMI, 2004. ISBN 88-307-1392-9.
- Survivre au développement. De la décolonisation de l'imaginaire économique à la construction d'une société alternative, Paris, Mille et une nuits, 2004.

Come sopravvivere allo sviluppo. Dalla decolonizzazione dell'immaginario economico alla costruzione di una società alternativa, Torino, Bollati Boringhieri, 2005. ISBN 88-339-1623-5.
- L'invention de l'économie, 2005.

L'invenzione dell'economia, Torino, Bollati Boringhieri, 2010. ISBN 978-88-339-2045-0.
- Le pari de la décroissance, 2006.

La scommessa della decrescita, trad. Matteo Schianchi, Milano, Feltrinelli, 2007. ISBN 978-88-07-17136-9; 2009. ISBN 978-88-07-72131-1.
- Petit traité de la décroissance sereine, 2007.

Breve trattato sulla decrescita serena, Torino, Bollati Boringhieri, 2008. ISBN 978-88-339-1869-3.
- La sfida della decrescita. Il sistema economico sotto inchiesta, con Riccardo Petrella ed Enrique Dussel, Città di Castello, L'Altrapagina, 2008. ISBN 9788887530230.
- Enzo Barnabà e Serge Latouche, Sortilegi : racconti africani, Torino, Bollati Boringhieri, 2008. ISBN 978-88-339-1935-5.
- Entre mondialisation et décroissance. L'autre Afrique, Lyon, A plus d'un titre, 2008.

Mondializzazione e decrescita. L'alternativa africana, Bari, Dedalo, 2009. ISBN 978-88-220-6305-2.
- Enzo Barnabà, Il ventre del pitone, prefazione di Serge Latouche, Bologna, Editrice missionaria italiana, 2010. ISBN 978-88-307-1939-2.
- Sortir de la société de consommation, 2010.

Come si esce dalla società dei consumi. Corsi e percorsi della decrescita, Torino, Bollati Boringhieri, 2011. ISBN 978-88-339-2211-9.
- Le temps de la décroissance, con Didier Harpages, Thierry Magnier, 2010.

Il tempo della decrescita. Introduzione alla frugalità felice, Milano, Eleuthera, 2011. ISBN 978-88-96904-01-5.
- De-growth, Inequality and Poverty, in  Paolo Ventura, Enrique Calderon, Michela Tiboni, Sustainable development Policies for Minor Deprived Urban Communities, Milano, McGraw-Hill, 2011.pp 71–79 ISBN 978-88-386-7282-8.
- Vers une société d'abondance frugale. Contresens et controverses sur la décroissance, 2011.

Per un'abbondanza frugale. Malintesi e controversie sulla decrescita, Torino, Bollati Boringhieri, 2012. ISBN 978-88-339-2273-7.
- Y aura-t-il une vie après le développement?, trad. it di Didier Contadini,

Ci sarà ancora vita dopo lo sviluppo?, in Roberto Colonna (a cura di), America Latina e Occidente, Salerno, Arcoiris, 2012, pp. 159–174.
- Limite, trad. it Fabrizio Grillenzoni, Torino, Bollati Boringhieri, 2012. ISBN 978-88-339-2363-5.
- Chroniques d'un objecteur de croissance, Paris : Sang de la terre, 2012.

Incontri di un obiettore di crescita, Milano, Jaca Book, 2013. ISBN 978-88-16-41219-4.
- Fine corsa. Intervista su crisi e decrescita, con Daniele Pepino, Torino, Gruppo Abele, 2013. ISBN 978-88-6579-038-0.
- Bon pur la casse. Les déraisons de l'obsolescence programmée, Paris, Les liens qui libèrent, 2012

Usa e getta. Le follie dell'obsolescenza programmata, Torino, Bollati Boringhieri, 2013. ISBN 978-88-339-2437-3.
- L'economia è una menzogna : come mi sono accorto che il mondo si stava scavando la fossa. Conversazioni con Thierry Paquot, Daniele Pepino e Didier Harpagès sul significato e la genesi di un pensiero alternativo, Torino, Bollati Boringhieri, 2014, ISBN 978-88-339-2610-0
- Pour en finir avec l'économie, Libre & solidaire, 2015

Uscire dall'economia. Un dialogo fra decrescita e critica del valore: letture della crisi e percorsi di liberazione, con Anselm Jappe, Milano, Mimesis, 2014.
L'economista mistico. È possibile un'economia spirituale?, con Riccardo Petrella, Mimesis, 2015, ISBN 978-88-575-2830-4. [Il volume contiene tutte le relazioni presentate al Convegno tenuto a Milano nel 2012]
- Les précurseurs de la décroissance, une anthologie, Le passager clandestin, 2016

La decrescita prima della decrescita. Precursori e compagni di strada, Bollati Boringhieri, 2016, ISBN 978-88-339-2803-6., Lormont, Le Bord de l'eau, 2016,
Baudrillard, cet attracteur intellectuel étrange, ouvrage collectif (Nicolas Poirier, Serge Latouche, Alain Caillé, Anne de Rugy), Lormont, Le Bord de l'eau, 2016, 220 p. ISBN 978-2-35687-474-0
Hyperpolis. Architettura e capitale, Serge Latouche e Marcello Faletra, Meltemi, 2019, ISBN 978-88-5519-046-6.
La décroissance, Paris, Que sais-je ?, coll. « Que sais-je ? », 2019, 125 p. ISBN 978-2-13-081013-1. Breve storia della decrescita. Origine, obiettivi, malintesi e futuro., 2021, trad. Fabrizio Grillenzoni, Bollati Boringhieri, ISBN 978 88 339 3305 4
Comment réenchanter le monde : La décroissance et le sacré, Bibliothèque Rivages, 2019
Come reincantare il mondo : la decrescita e il sacro, trad. di Fabrizio Grillenzoni, Torino, Bollati Boringhieri, 2020, ISBN 978-88-339-3409-9
Produrre i cittadini di una società ecosostenibile, prefazione in Simone Lanza, Perdere tempo per educare, educare all'utopia nell'epoca del digitale, Roma, WriteUp, 2020
- L'abbondanza frugale come arte di vivere. Felicità, gastronomia e decrescita, 2022, trad. Fabrizio Grillenzoni, Bollati Boringhieri, Torino, ISBN 978 883393979 7